# Medicine Lodge River
Der Medicine Lodge River ist ein 163 Kilometer langer Nebenfluss des Salt Fork Arkansas River in Süd-Kansas und Nord-Oklahoma. Er gehört zum Einzugsgebiet des Mississippi Rivers.
Der Fluss entspringt im Kiowa County und fließt dann in südöstlicher Richtung durch den Barber County in Kansas und den Alfalfa County in Oklahoma. Dabei durchfließt er die Städte Belvidere, Sun City und Medicine Lodge. Etwa acht Kilometer nordöstlich von Cherokee mündet er in den Salt Fork Arkansas River, einem Nebenfluss des Arkansas River.
Der United States Board on Geographic Names hat sich erst 1968 auf „Medicine Lodge River“ als Name des Flusses festgelegt. Nach den Angaben im Geographic Names Information System wurde er historisch auch als „A-ya-dalda-pa River“, „Medicine Lodge Creek“ und „Medicine River“ bezeichnet.